# Xbox (marca)
Xbox és una marca de videojocs creada per Microsoft que inclou una sèrie de videoconsoles desenvolupades per la mateixa companyia, de sisena a vuitena generació, així com aplicacions (jocs), serveis de streaming i el servei en línia Xbox Live. La marca va ser introduïda per primera vegada el 15 de novembre de 2001 en els Estats Units, amb el llançament de la consola Xbox.
Dita dispositiva original va ser la primera consola de videojocs oferta per una empresa nord-americana després que de l'Atari Jaguar va detenir vendes en 1996. La consola va arribar a més de 24 milions d'unitats venudes fins al 10 de maig de 2006. La segona consola de Microsoft, Xbox 360, va ser llançada en 2005 i ha venut més de 85.6 milions de consoles a tot el món fins a juny del 2015. La successora de Xbox 360 i la consola de Microsoft més recent, Xbox One, va ser revelada el 21 de maig de 2013. Xbox One ha estat llançada en 21 mercats de tot el món el 22 de novembre de 2013, sent el Regne Unit el primer país.

## Consoles

### Xbox

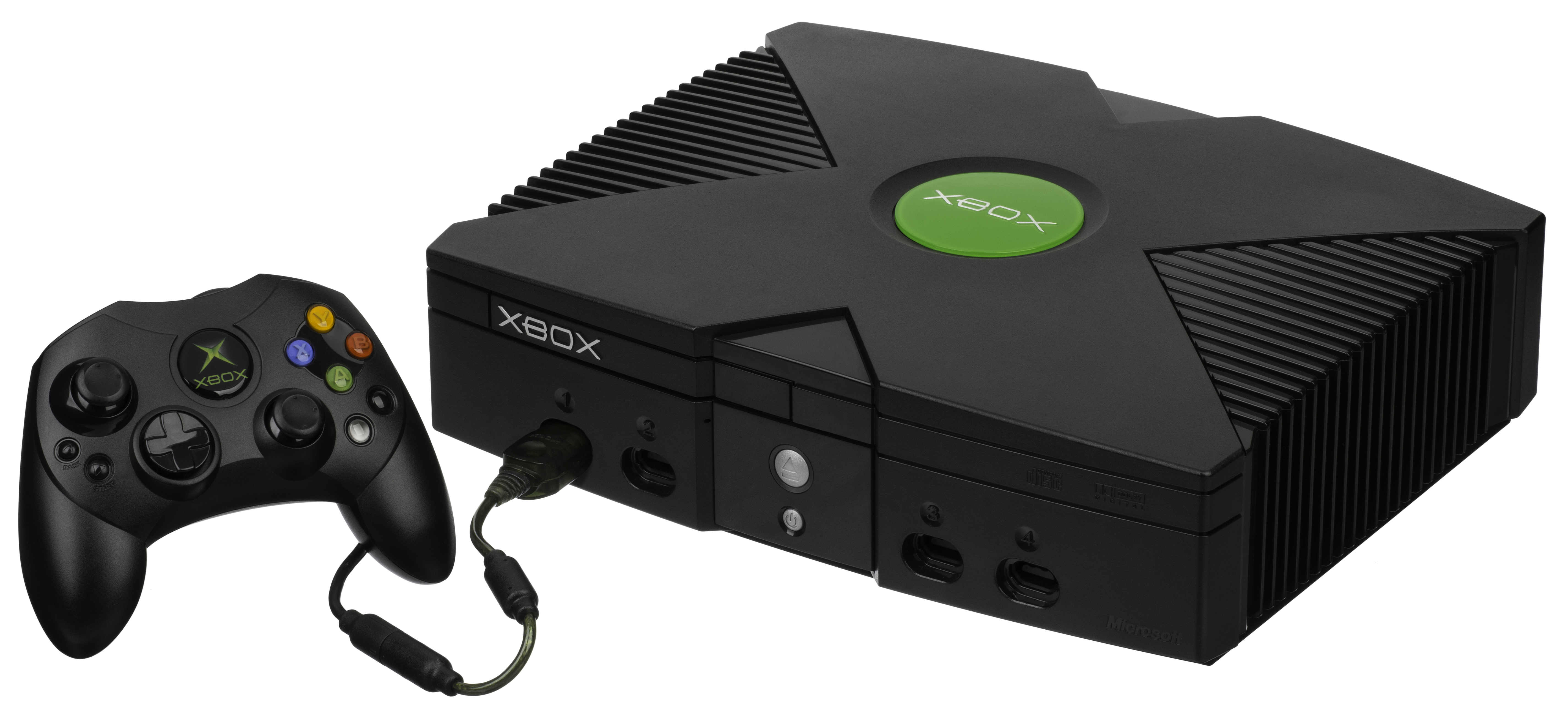
Consola Xbox amb "Controlador S".

La Xbox va ser desenvolupada per un petit equip de desenvolupadors de videojocs contractats per Microsoft. Microsoft va retardar en diverses ocasions la notícia de la seva nova consola, i finalment va ser revelat com a projecte a la fi de 1999, arran de les entrevistes amb Bill Gates. Gates va dir que un dispositiu de joc d'entreteniment era essencial per a la convergència multimèdia en els nous temps de l'oci digital. El 10 de març de 2000, va ser confirmat el nou projecte Xbox, mitjançant un comunicat oficial de Microsoft.
Llavors, Microsoft va llançar el 2001 el seu Xbox, va anar la seva primera consola de sobretaula (en col·laboració amb Intel) i va competir contra la PlayStation 2, la segona consola de Sony, la Gamecube de Nintendo i el Dreamcast de Sega. El seu principal característica és el seu processador central basat en el processador Intel Pentium III. El sistema també incorpora un lector de DVD, un disc dur intern, port ethernet i finalment el sistema disposa de quatre connectors per als comandaments.
L'arquitectura de la Xbox està basada en l'arquitectura x86 similar a la d'un PC, la qual cosa va facilitar als desenvolupadors adaptar un gran nombre de títols de PC per la Xbox, ajudant a ampliar el catàleg de jocs de la consola.
Després del seu llançament, Microsoft va començar a treballar en el seu successor utilitzant una arquitectura diferent. A la fi de 2005, va ser llançada la Xbox 360 com a successora de la Xbox. En 2008, Microsoft retira del mercat la Xbox para així dedicar-se a la comercialització de la Xbox 360. Les unitats venudes d'aquest equip van ser 24 milions de consoles, segons les xifres oficials.

### Xbox 360

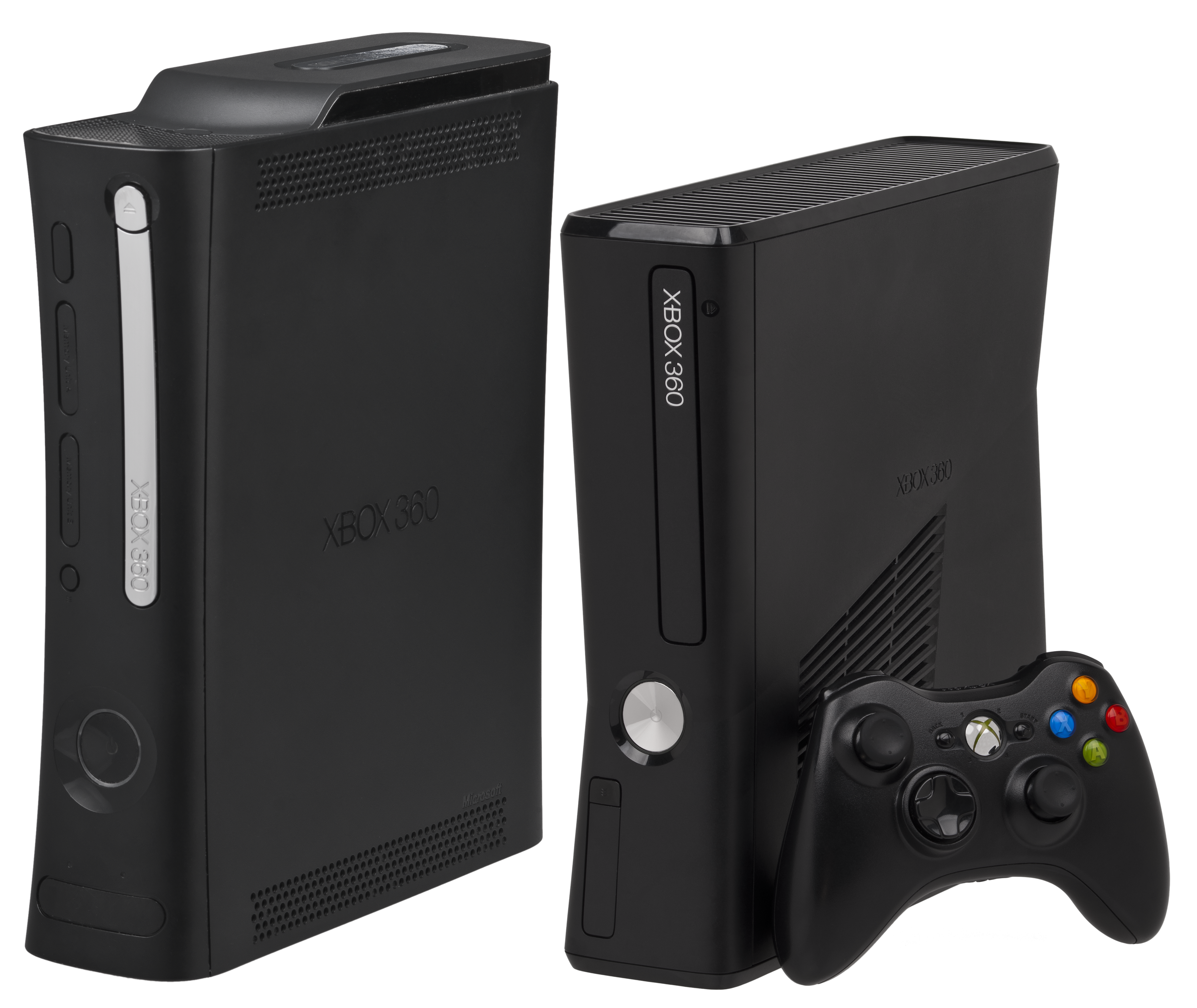
Esquerra: Xbox 360 Elite, Dreta: Xbox 360 S i nou controlador.

Xbox 360 és la segona videoconsola de sobretaula produïda per Microsoft. Va ser desenvolupada en col·laboració amb IBM i ATI i llançada en Amèrica del sud, Amèrica del Nord, Japó, Europa i Austràlia entre 2005 i 2006. El seu servei Xbox Live permet als jugadors competir en línia i descarregar continguts com a jocs arcade, donem, tráilers, programa de televisió i pel·lículas. La Xbox 360 és la successora directa de la Xbox, i va competir amb la PlayStation 3 de Sony i Wii de Nintendo com a part de les videoconsoles de setena generació.
Com a principals característiques, estan la seva unitat central de processament basat en un IBM PowerPC i el seu unitat de processament gràfic que suporta la tecnologia de Shaders Unificats. El sistema incorpora un port especial per agregar un disc dur extern i és compatible amb la majoria dels aparells amb connector USB gràcies als seus ports USB 2.0. Els accessoris d'aquest sistema poden ser utilitzats en una computadora personal com són els comandaments i el volant Xbox 360.
La Xbox 360 es va donar a conèixer oficialment en la cadena de televisió MTV el 12 de maig de 2005 i les dates de llançament van ser divulgades al setembre d'aquest mateix any en el festival de videojocs Tòquio Game Xou. És la primera consola a proporcionar un llançament gairebé simultani en tres regions principals de vendes (Europa, Japó i Estats Units).
Des del seu llançament en 2005, van existir cinc models dels quals dos estan a la venda, els models Slim i I. La consola ha tingut bon mercat en Amèrica del Nord, Europa i altres regions del món (amb l'excepció del Japó). A data de gener de 2009, Microsoft havia venut 39 milions de consoles, segons les xifres oficials. Se suspèn la producció del model premium el 28 d'agost de 2009, però les unitats seguiran sent venudes fins que s'esgoti el subministrament. Existeix un nou model disponible, el S, el qual posseeix una arquitectura novament dissenyada, i la nova d'edició limitada la I que el pack porta FIFA 14, la consola i un comandament. Com a principals característiques d'aquest model es troben la inclusió de Wi-Fi i d'un sistema més silenciós.
Finalment Microsoft va anunciar la descatalogació de la consola a l'abril de 2016.

### Xbox One

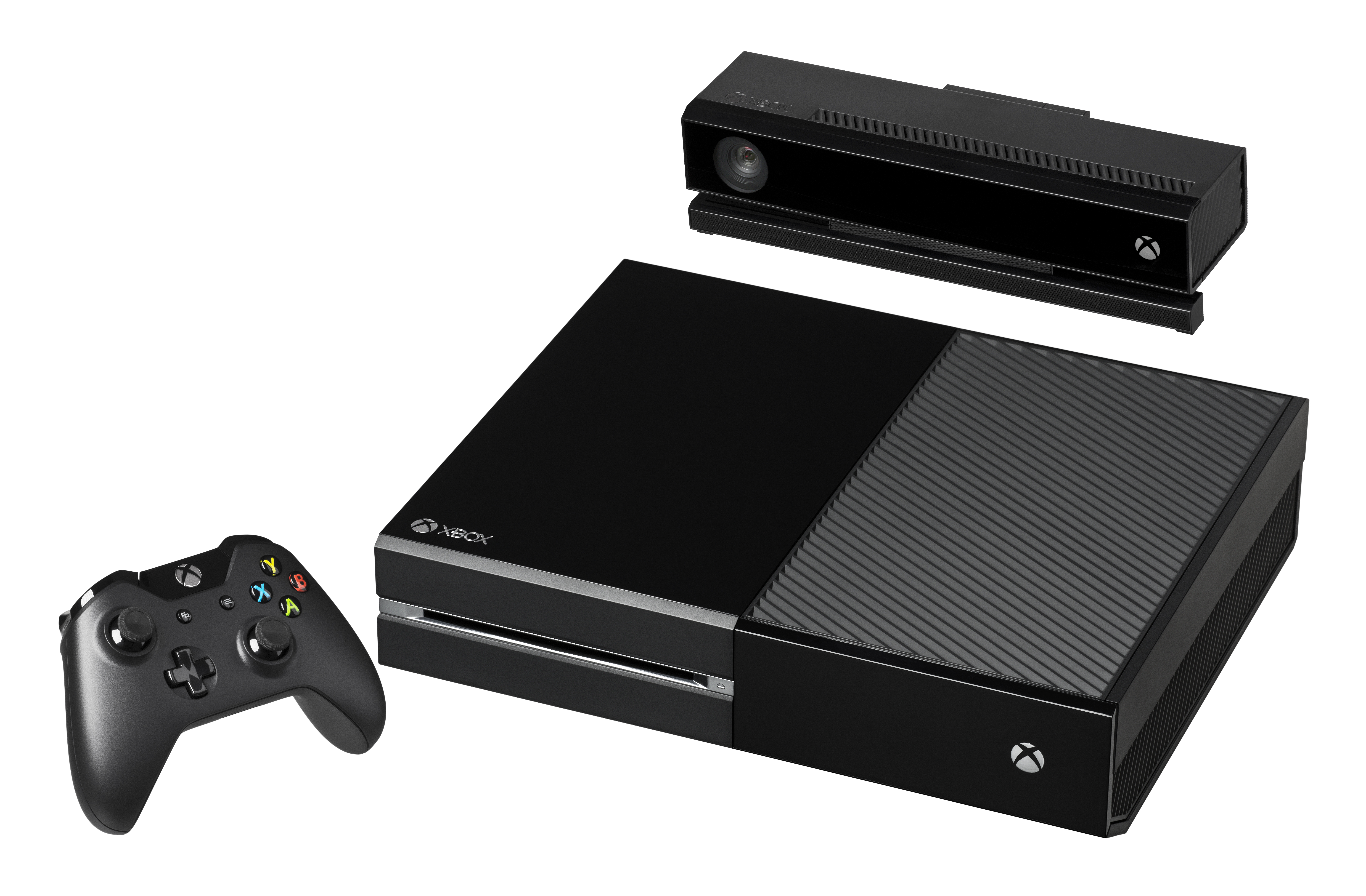
Xbox One amb Kinect i controlador redissenyats.

La Xbox One és una consola de vuitena generació i la tercera videoconsola de sobretaula produïda per Microsoft. Va ser presentada el 21 de maig de 2013 en la Xbox Reveal i les seves característiques van ser donada a conèixer el 10 de juny de 2013 en l'E3. És la successora de la Xbox 360 i actualment competeix amb la PlayStation 4 de Sony i la Wii O de Nintendo. La seva sortida a la venda va ser el 22 de novembre de 2013 a un preu de 499 dòlars.
La nova consola compta amb 8 nuclis de 64 bits, 8 GB de memòria RAM, 500 GB de disc dur i un lector Blu-Ray. Inclou a més connexions USB 3.0, HDMI in-out i WI-FI 802.11n Wireless. També el Kinect 2.0 compta amb una càmera de 1080p que processa 2 GB de dades per segon amb un temps de resposta de 13 mil·lèsimes de segonPlantilla:Cr. El sistema operatiu està format pel Kernel de Windows, a més que comparteix una interfície similar, tindrà diverses funcions multimèdia i d'Internet Explorer. Compta amb una unitat òptica Blu-Ray Disc per a pel·lícules i inclou el sistema cloud d'emmagatzematge en línia. Altres característiques són:
- Pot encendre's amb només escoltar la veu de l'usuari.
- La Xbox One té aplicacions per veure televisió i pel·lícules, així com escoltar música i fer videoconferències per mitjà de Skype.
- Té 5,000 milions de transistors, Blu-Ray i 8 GB de memòria RAM.
- Els jocs FIFA, Madden, NBA Live, Call of Duty i Forza Motorsport 5 tindran una nova versió per al dispositiu.
- Més de 15,000 servidors estan darrere de la visió moderna del Xbox Live.
- Microsoft va anunciar una nova sèrie de televisió de la seva franquícia Halo en associació amb Steven Spielberg.
- Xbox planeja presentar 15 títols exclusius en el primer any de Xbox One.
- TV en Xbox One. Permet navegar i veure programes de televisió en viu des de la connexió de la teva decodificador de cable, o set satelital.
- Snap. Podràs fer dues coses al mateix temps en la pantalla de la teva casa, ja sigui jugar i veure la teva pel·lícula favorita o platicar amb els teus amics en Skype.
- ONE Guide, et permet buscar programes de televisió a la xarxa a través de la teva veu i crear una guia personalitzada.
- La National Football League (NFL) aprofitarà els dispositius i serveis de Microsoft per evolucionar, tant dins com fora de la pista a través de Skype i Xbox SmartGlass.
- Canvis en el disseny de la consola en general juntament amb el Kinect.

El nou Kinect compta amb el conegut sistema de gestos amb grans millores, a més amb un canvi de disseny i una característica important, el nou reconeixement de veu de Xbox. El seu preu és de $499 dòlars nord-americans; A Mèxic el seu preu és de $8499.00 MXN, va ser llançada el 21 novembre de 2013 a Europa i Amèrica inicialment. La principal critica que està rebent és la del seu preu, ja que únicament la caixa conté la Xbox, cable de poder, Kinect 2.0 i un cable HDMI juntament amb els manuals corresponents. S'espera que Microsoft baixi el seu preu. El rumor és que la modificació del preu arribi fins que la consola hagi estat llançada als principals països on comercialitza Microsoft; això aproximadament al juny de 2014.

### Consoles estàtiques
| Nom      | Xbox | Xbox 360 | Xbox One |
| -------- | ---- | -------- | -------- |
| Consoles |      |          |          |
|          |      |          |          |

## Videojocs
Cada consola té una varietat de jocs. La majoria dels jocs llançats en la Xbox original són compatibles i es poden reproduir directament en la seva successora, Xbox 360. Xbox One no és compatible amb jocs originals de Xbox o Xbox 360 però durant l'E3 de 2015, es va anunciar l'esperada retrocompatibilidad amb els jocs de 360. Després en la E3 de 2017, es va anunciar la retrocompatibilidad amb els títols del Xbox original

## Serveis en línia

### Xbox Live
Xbox Live és el servei de videojocs en línia de Microsoft que dona suport als videojocs multijugador dels seus videoconsolas Xbox One, Xbox 360 i Xbox (a aquesta última fins al 2010), a més de les plataformes pel sistema operatiu Microsoft Windows (Games for Windows - Live) i amb Windows Phone. El servei "Silver" és gratuït i el "Gold" té un cost de subscripció. Els continguts són pagats aparti. El servei va ser llançat el 14 de març de 2002, obtenint un gran èxit en la seva estrena. Actualment més de 48 milions d'usuaris inscrits i està disponible en diversos idiomes.

### Xbox Live Marketplace
El Basar Xbox Live (en anglès Xbox Live Marketplace) és un servei online de Xbox Live para Xbox 360 operat i realitzat per Microsoft que permet descarregar-se continguts de Internet en Xbox 360.

## Controladors

### Controlador de Xbox One
El comandament de la consola manté una línia continuista en relació al de Xbox 360. El seu repartiment de botons, palanques de control i gallets és en gran manera similar al de la seva predecessora, encara que sí mostra algunes novetats. La principal és que els gallets posseeixen un sistema de vibració independent.
El botó Xbox no està tan centrat, situant-se en la part alta del perifèric deixant lloc a dos nous botons: Menú (que engloba els antics Start i Select) i View que permet accedir a finestres conceptuals relacionades amb el joc en ús.
En la ultima versió del comandament, disposa de connectivitat Bluetooth 4.0 per connectar-se a un PC, per a això és necessari tenir l'actualització Creators Update de Windows 10.

### Controlador de Xbox 360
El Controlador de Xbox 360 (en anglès: Xbox 360 Controller) és la principal palanca de control (joystick) de la consola Xbox 360 de Microsoft. El mateix té dues versions, amb cable o sense fil i tots dos són compatibles amb la PC. Les palanques de control originals de la Xbox no són compatibles amb la Xbox 360.
La versió sense fil requereix un receptor de jocs sense fil i funciona amb bateries AA o recarregables mentre que la versió amb cable simplement es connecta als ports USB de la consola.
| Nom          | Original Xbox | Xbox (Slim) | Xbox 360 Slim |
| ------------ | ------------- | ----------- | ------------- |
| Comandaments |               |             |               |

### Kinect

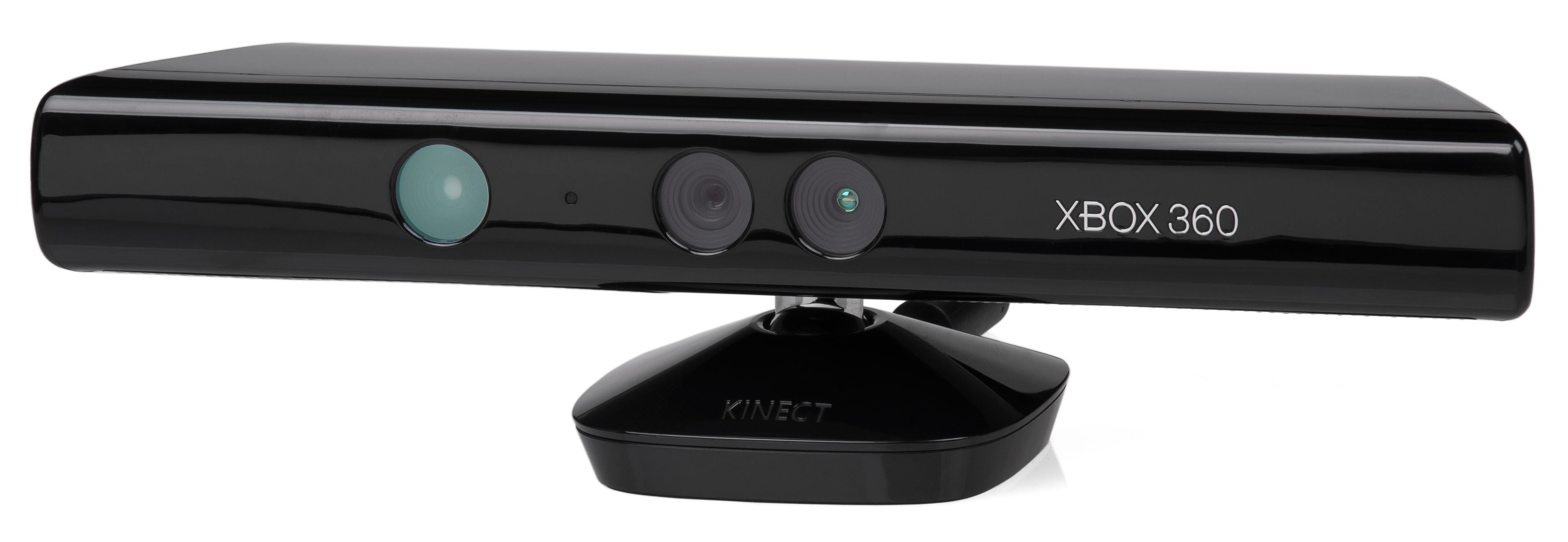
Sensor Kinect de la Xbox 360.

Kinect para Xbox 360, o simplement Kinect (originalment conegut pel nom en clau «Project Natal»), és «un controlador de joc lliure i entreteniment» creat per Alex Kipman, desenvolupat per Microsoft per la videoconsola Xbox 360, i des de juny del 2011 para PC a través de Windows 7 i Windows 8. Kinect permet als usuaris controlar i interactuar amb la consola sense necessitat de tenir contacte físic amb un controlador de videojocs tradicional, mitjançant una interfície natural d'usuari que reconeix gestos, comandos de veu, i objectes i imatges. El dispositiu té com a objectiu primordial augmentar l'ús de la Xbox 360, més enllà de la base de jugadors que posseeix en l'actualitat. En si, Kinect competeix amb els sistemes Wiimote amb Wii MotionPlus i PlayStation Move, que també controlen el moviment per a les consoles Wii i PlayStation 3, respectivament.
Kinect va ser llançat a Amèrica del Nord el 4 de novembre de 2010 i en Europa el 10 de novembre de 2010. Va ser llançat a Austràlia, Nova Zelanda i Singapur el 18 de novembre de 2010, i al Japó el 20 de novembre d'aquest mateix any. Les opcions de compra per al sensor Kinect inclouen: un paquet amb el dispositiu mateix i la consola Xbox 360, ja sigui amb una de 4 GB o 250 GB i el joc Kinect Adventures, un paquet que inclou el sensor amb el joc Kinect Adventures i un altre (per temps limitat) que inclou el dispositiu Kinect amb el joc Kinect Adventures i un codi que permet descarregar el joc Child of Eden.